# パシフィック・ワールド (旅客船)
パシフィック・ワールド（Pacific world）号は日本のピースボートクルーズを企画実施する株式会社ジャパングレイスが、2021年春からチャーターを発表しているクルーズ客船である。
先代はプリンセス・クルーズが運行していたサン・プリンセス（Sun Princess）。

## 概要
プリンセス・クルーズが本格的に船隊の大型化に乗り出した7万7,000トン型シリーズの第1船。1995年11月11日、イタリアのフィンカンティエリ社モンファルコーネ工場で竣工。船価は3億ドル。 客室数は1011室で、603室が海側客室（アウトサイド・キャビン）であり、うち約70%はバルコニー付きである。
竣工当時、ノルウェージャン・クルーズ・ラインの「ノルウェー」（76,049総トン）を抜いて世界最大の客船であり、引退・解体されたものも含めた客船史上でも第4位の大きさであった。
カリブ海クルーズ就航を経て、2008年8月29日に日本へ初来航。

## 船歴

### プリンセスクルーズ
- 1995年12月2日 - フォートローダーデール起点のカリブ海クルーズに就航。

- 2013年 - 日本発着クルーズに就航。

- 2013年秋 -  約3000万ドルをかけて大規模改装を行いアトリウム へのカフェ設置、寿司レストランの常設化、ステーキハウスやスパのリニューアルなどが行われた[2]。
- 2018年 - 改装により船首に「シーウィッチ」の意匠を施すとともに新プレミアム客室「クラブ・クラス・ジュニア・スイート」、ディスカバリー・チャンネルと提携したユースセンター「キャンプ・ディスカバリー」の設置、免税店のリニューアルが行われた[3]。

### JTBクルーズ全船チャーター
- 2019年 - JTBクルーズの全船チャーターにより本船を用いての横浜・名古屋・神戸発着の世界一周クルーズを実施し、「クルーズ・オブ・ザ・イヤー2019」のグランプリに輝いた。

### ピースボートクルーズ
- 2020年 - ピースボートが行う世界一周クルーズに2021年春から就航することを発表。ピースボートクルーズ史上最大の客船となる。

## 脚註
1. 1 2  “大型客船、埠頭を急きょ変更　釧路入港前日の給油で喫水オーバー　市、大わらわ”. 北海道新聞 (北海道新聞社). (2014年7月2日)
2. ↑  サン・プリンセス、改装費3,000万ドルのドライドックを経て就航 - プリンセス・クルーズ（2013年9月13日）
3. ↑  サン・プリンセス、シンガポールでの15日間のドライドックを経て装いも新たに登場 - 時事ドットコム（2018年7月25日 Internet Archive）